# Francesc Xavier Coll i Jover
Francesc Xavier Coll i Jover (Barcelona, 1799 – 5 de març de 1847) fou un advocat, hisendat i polític català del segle xix. Era fill del metge Josep Coll i Dorca. Liberal moderat, fou membre del Partit Moderat, amb el que fou escollit alcalde de Barcelona entre maig i agost de 1839, diputat a les Corts espanyoles per la circumscripció de Barcelona el 19 de gener de 1840 en substitució de Ramon Siscar i Agramunt i diputat provincial. Casat amb Eulàlia Masadas i pare d'Eduard Coll i Masadas.